# Bronzetaufe (Hildesheimer Dom)

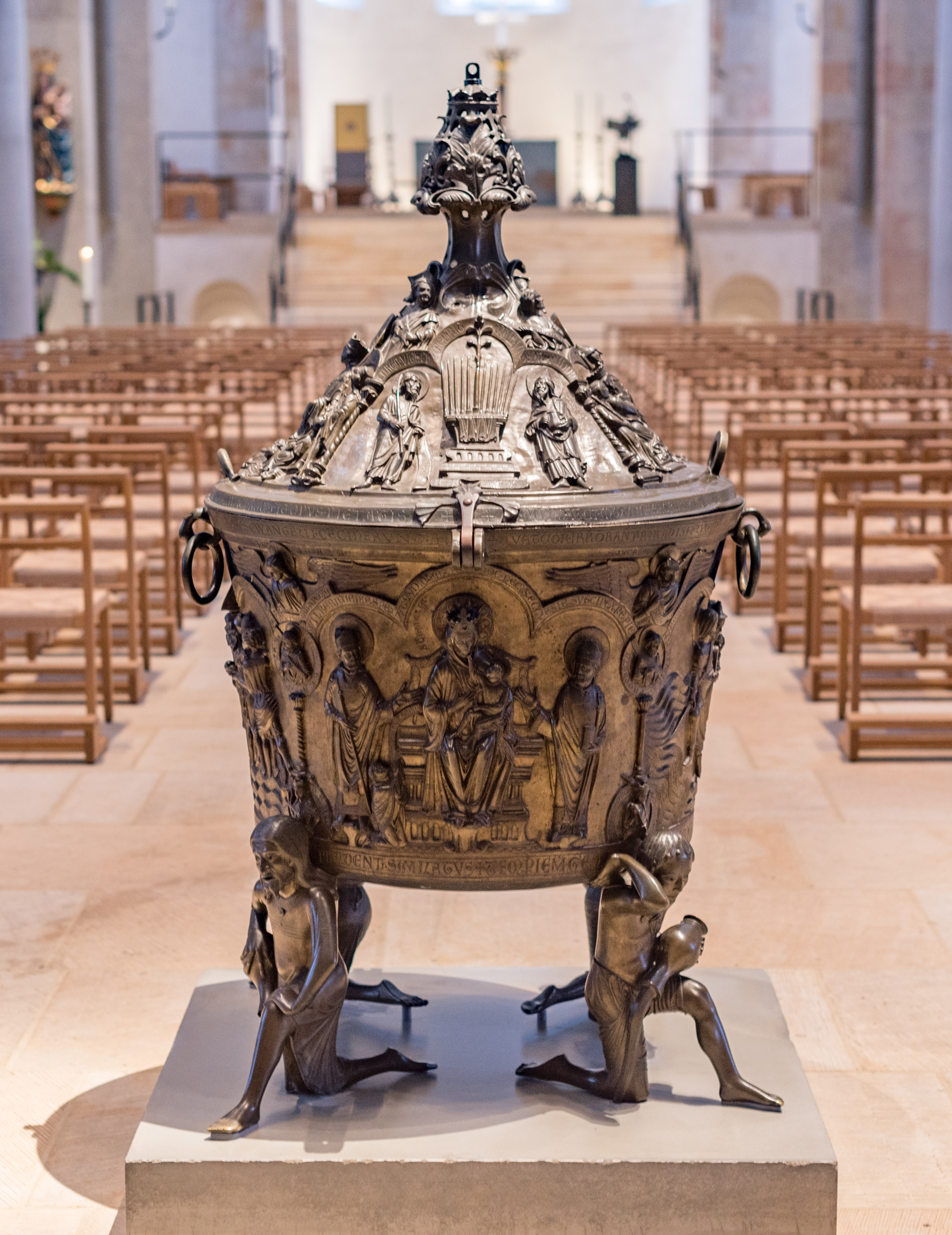
Die Bronzetaufe im Hildesheimer Dom (2017)

Die Bronzetaufe des Hildesheimer Doms ist ein spätromanisches Taufbecken, das im ersten Drittel des 13. Jahrhunderts vermutlich in Hildesheim aus Bronze gegossen wurde. Es zeichnet sich durch Bildschmuck von höchster Qualität und vollendete Proportionen aus und wird zu den hervorragendsten Werken seiner Art gerechnet.

## Standort
Jahrhundertelang stand die Bronzetaufe im westlichen Teil des Langhauses des Domes, seit 1653 dann in der letzten der nördlichen Seitenkapellen (Georgskapelle). Während der Domsanierung (2010–2014) war sie im Bode-Museum in Berlin ausgestellt. Seit der Wiedereröffnung des Doms steht sie wieder in der Mitte des Langhauses unter dem Heziloleuchter.

## Beschreibung
Die Hildesheimer Bronzetaufe besteht aus dem runden Taufkessel, der sich nach oben leicht erweitert, einem spitz zulaufenden Deckel mit hoher Abschlussblüte und vier allegorischen Trägerfiguren. Sie hat eine Gesamthöhe von 1,70 m und einen Durchmesser von 96 cm.
Der lebhafte und dekorative Stil kündigt schon die Gotik an, zeigt aber, besonders in den Architekturelementen, auch byzantinische Einflüsse. Ausdrucksvoll sind vor allem die Körperhaltungen und Gesichter in ihren Beziehungen und Emotionen.

## Bildprogramm
Von starker Aussagekraft ist das Bildprogramm, das sowohl in den drei Ebenen (waagerecht) wie in den vier Achsen (senkrecht) Bedeutungszusammenhänge herstellt und insgesamt eine biblisch-aszetische Mystagogie der Taufe bietet. Die Bilder werden durch lateinische Titel und Schriftbänder zusätzlich erklärt.
Die unterste Ebene, Fundament und Ausgangspunkt, bilden vier männliche Gestalten, die das Ganze tragen. Es sind Personifikationen der vier Lebenströme, die vom Paradies ausgehen (Gen 2,10-14 ). Alle vier gießen aus Krügen Wasserströme aus: Was durch die Sünde versiegt war, beginnt mit der Taufe wieder zu fließen. Zugleich sind sie in Kleidung, Haltung und Haartracht deutlich unterschieden und stehen für verschiedene Lebensalter und Lebensstände. Je ein kleines Bildfeld über ihren Köpfen ordnet sie den Kardinaltugenden zu: Phison der Klugheit, Geon der Mäßigung, Euphrat der Gerechtigkeit und Tigris der Tapferkeit. Dabei fällt besonders die Soldatenrüstung des „Tapferen“ ins Auge. Die natürlichen Tugenden werden durch die Taufe vervollkommnet.
Die zweite Ebene, an der Kesselwand, zeigt in vier Szenen aus dem Alten und dem Neuen Testament die zentralen Bedeutungsaspekte der Taufe:

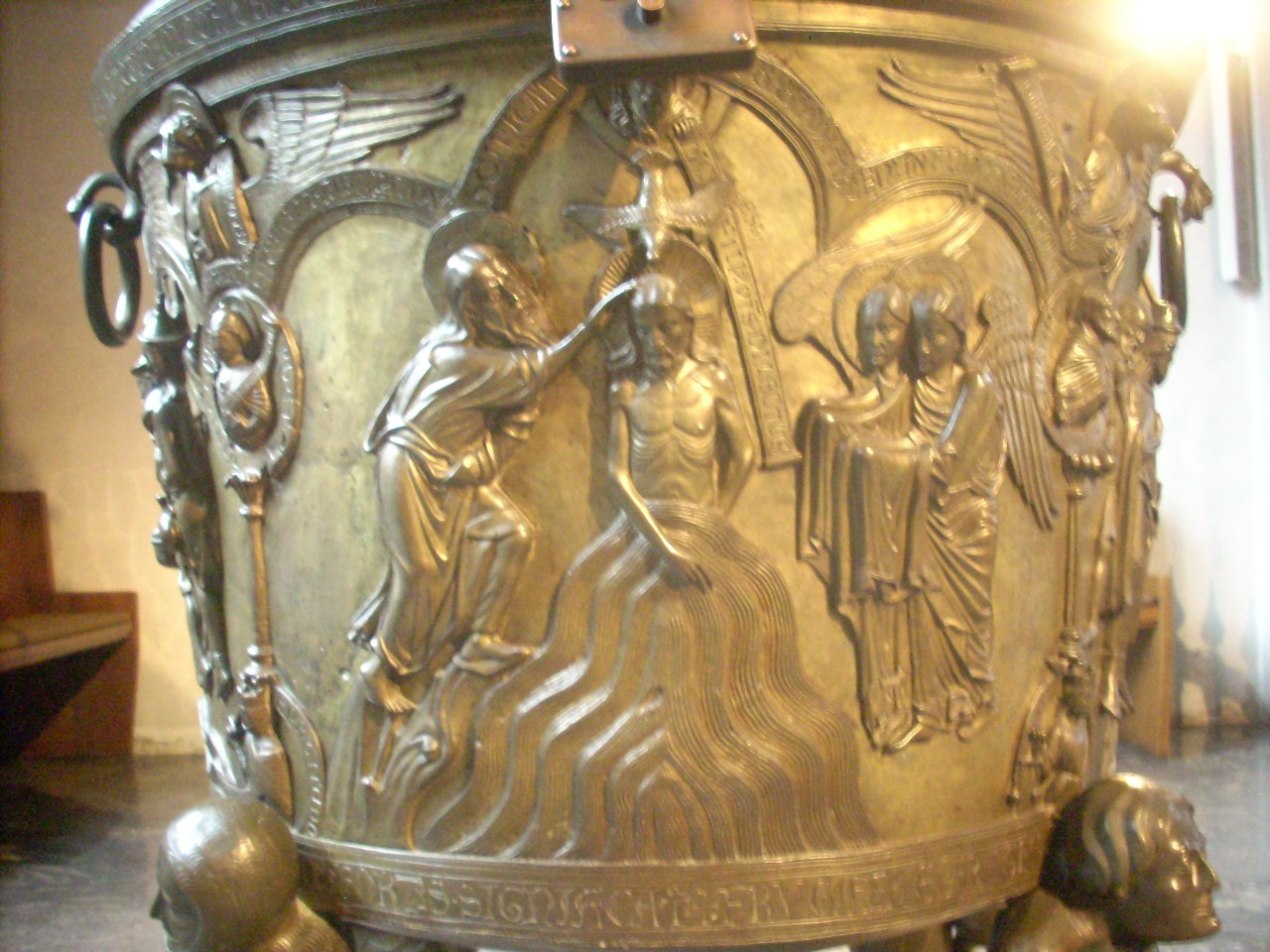
Taufe Christi
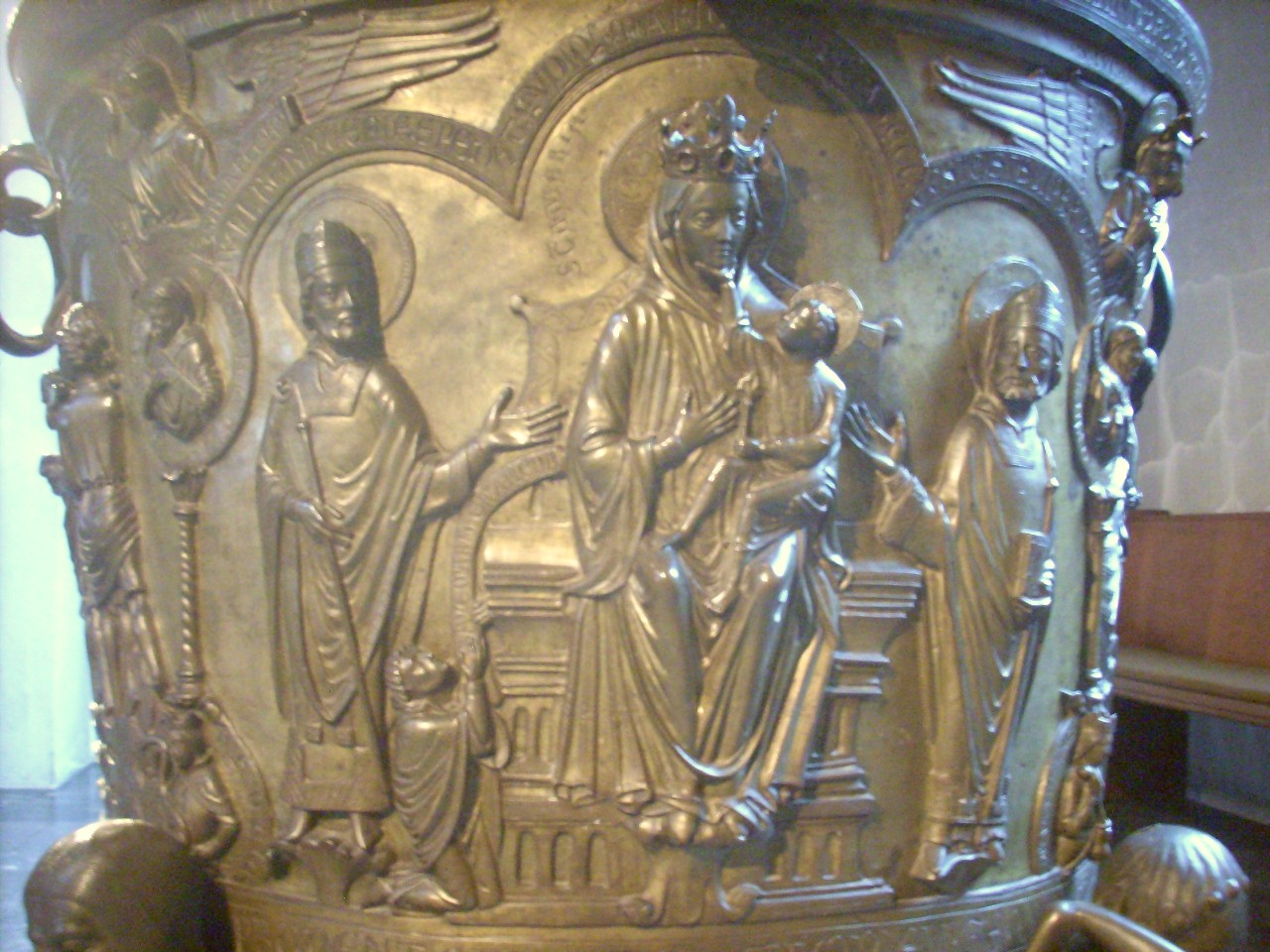
Maria mit dem Kind (Stifterbild)
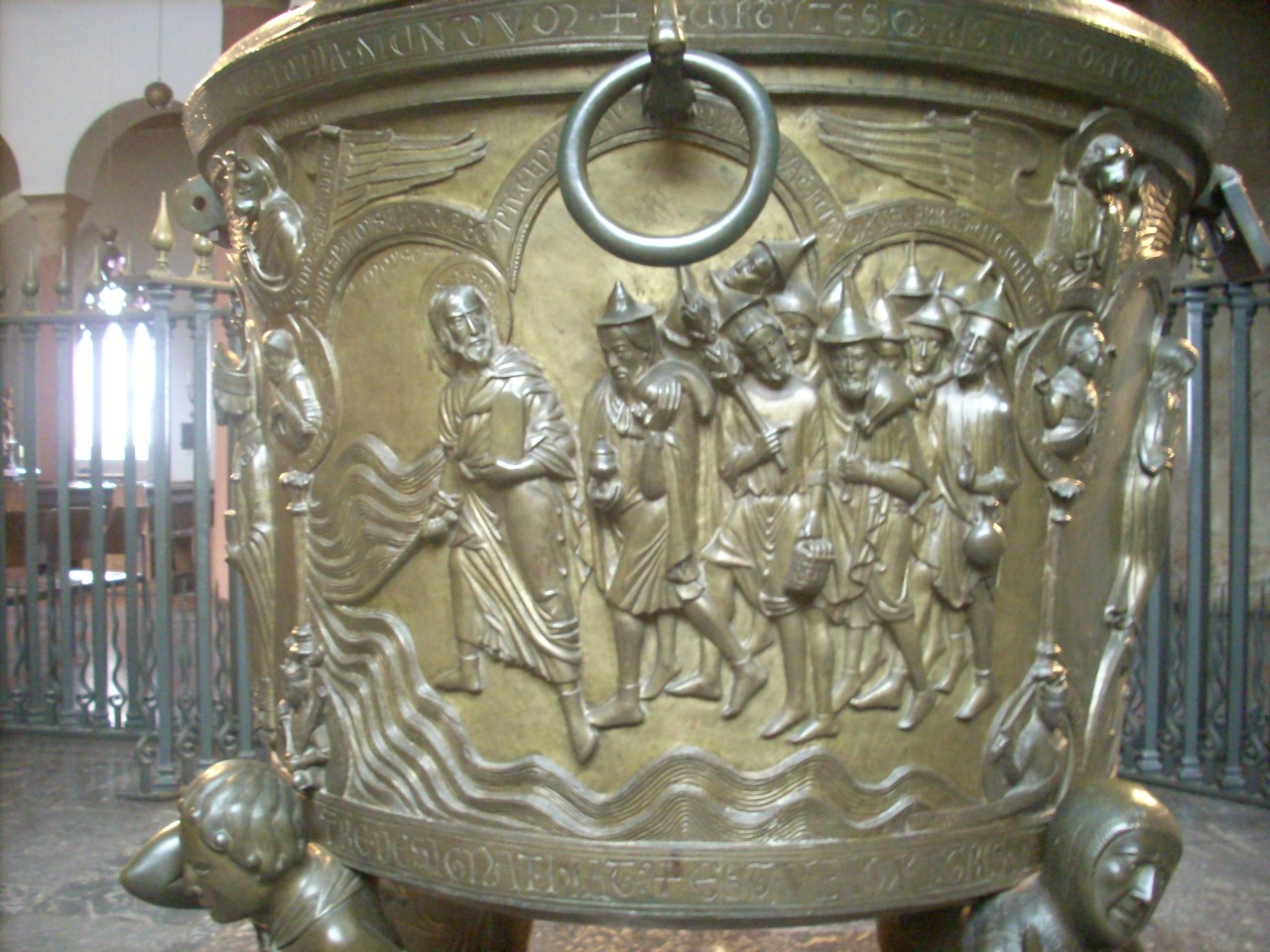
Durchzug durch das Rote Meer
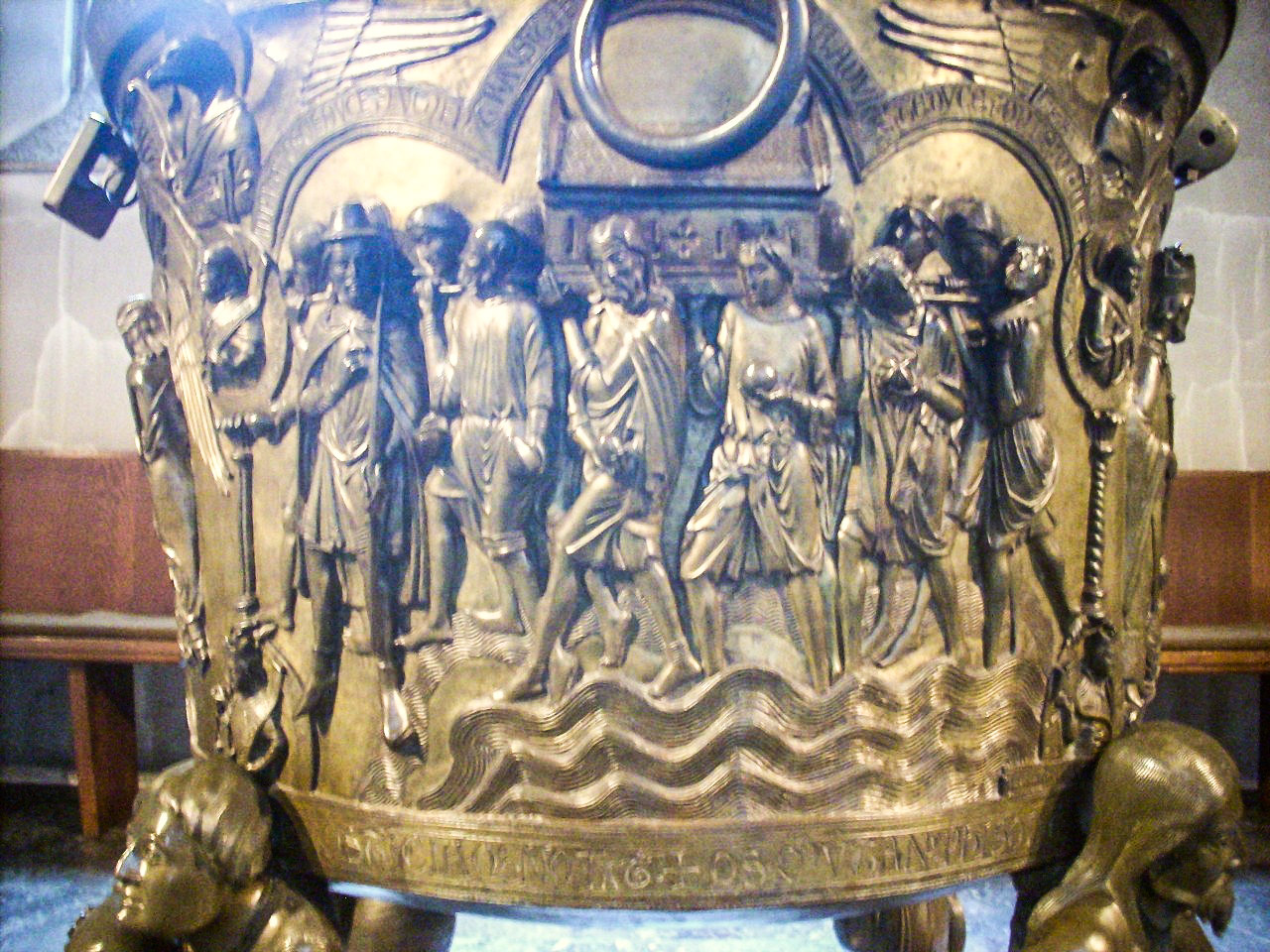
Durchzug durch den Jordan

- Die Taufe Jesu weist auf die Eingliederung in Christus und die Gleichförmigkeit mit seinem Tod und seiner Auferstehung hin, die die Taufe bewirkt (Röm 6,3-8 EU).
- Das Bild Marias mit dem Kind auf der gegenüberliegenden Seite stellt den Getauften die Mutter Jesu vor Augen, die durch die Taufe auch ihre Mutter und Fürsprecherin geworden ist, sowie in den Dompatronen Epiphanius und Godehard die Gemeinschaft der Heiligen, zu der sie nun gehören. Diese Szene ist zugleich das Widmungsbild, denn zu Füßen der Gottesmutter kniet eine kleine Stifterfigur, deren Name mit Wilbern angegeben wird. Dabei handelt es sich wahrscheinlich um Wilbrand von Oldenburg, der zur Entstehungszeit Domherr in Hildesheim war.
- Die Darstellung des Durchzugs durch das Rote Meer (Ex 14 EU), bei dem eine Schar von Männern mit Judenhüten Mose durch die sich teilenden Wasser folgt, setzt das Ein- und Auftauchen im Taufwasser mit Todesgefahr, Errettung und Befreiung Israels gleich und deutet alle Getauften als Mitglieder des Gottesvolks, das unterwegs ist zum Land der Verheißung.
- Das vierte Bild zeigt die Ankunft im Verheißungsland wieder als einen Wasserdurchgang, diesmal durch den Jordan (Jos 3 EU). Jetzt werden in der Bundeslade die am Sinai empfangenen Gebote mitgetragen, Zeichen der Verpflichtung auf den einen Gott und seinen Willen, die im Taufbund enthalten ist.

Die oberste Ebene bilden die vier Szenen des Deckels. Sie entfalten die Bedeutung der Taufe für das christliche Leben.

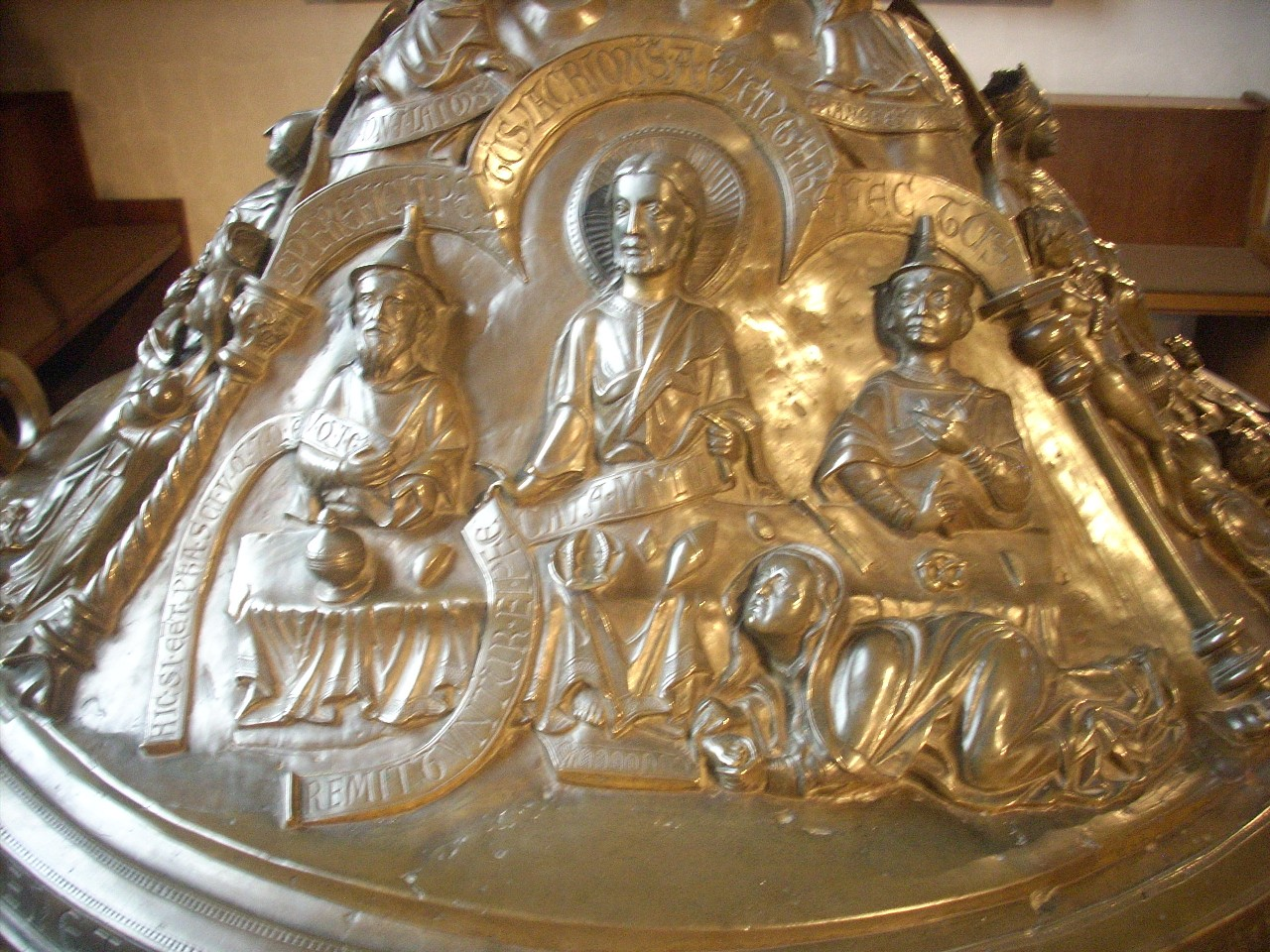
Christus und die Sünderin
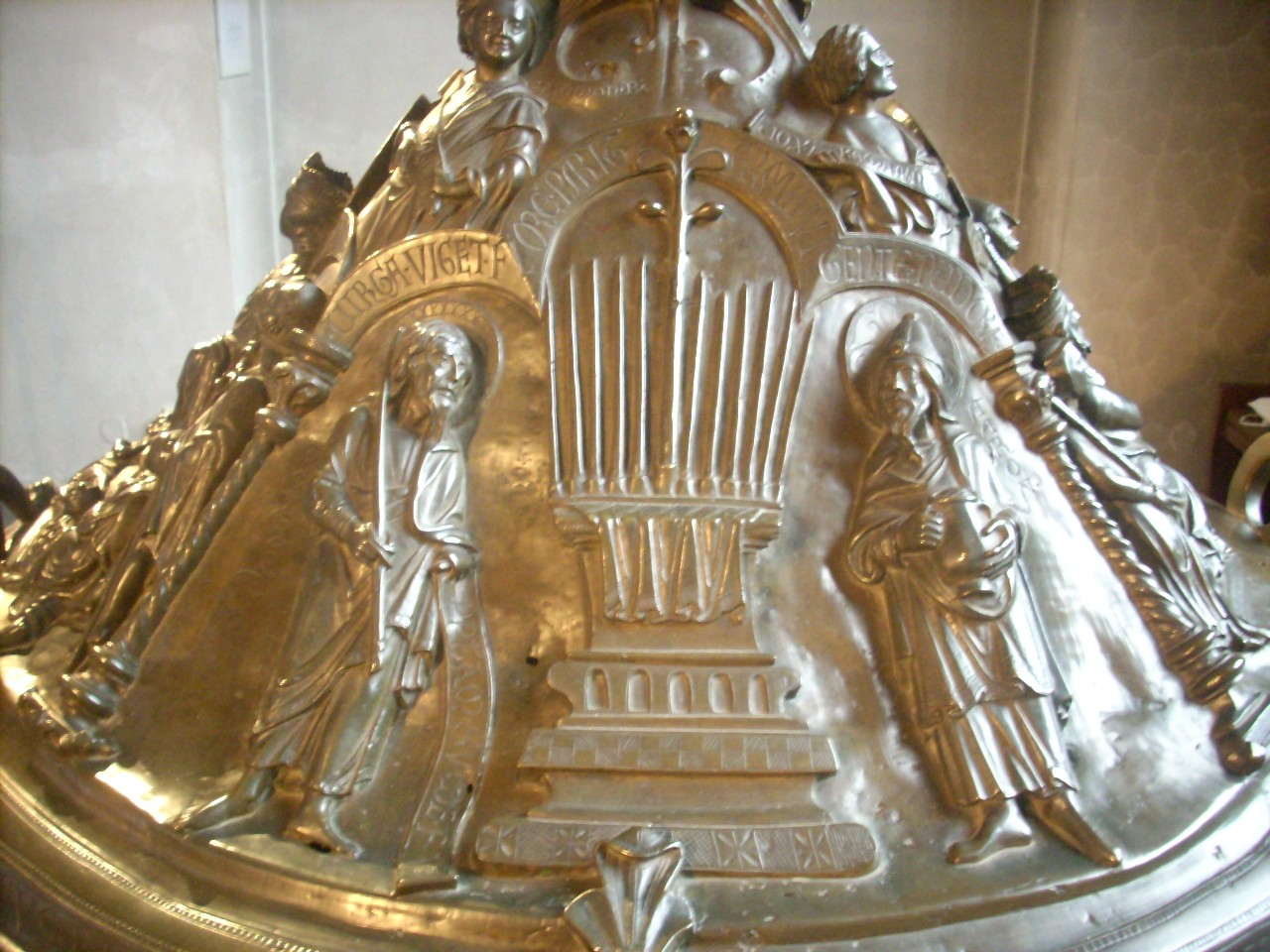
Der blühende Stab Aarons
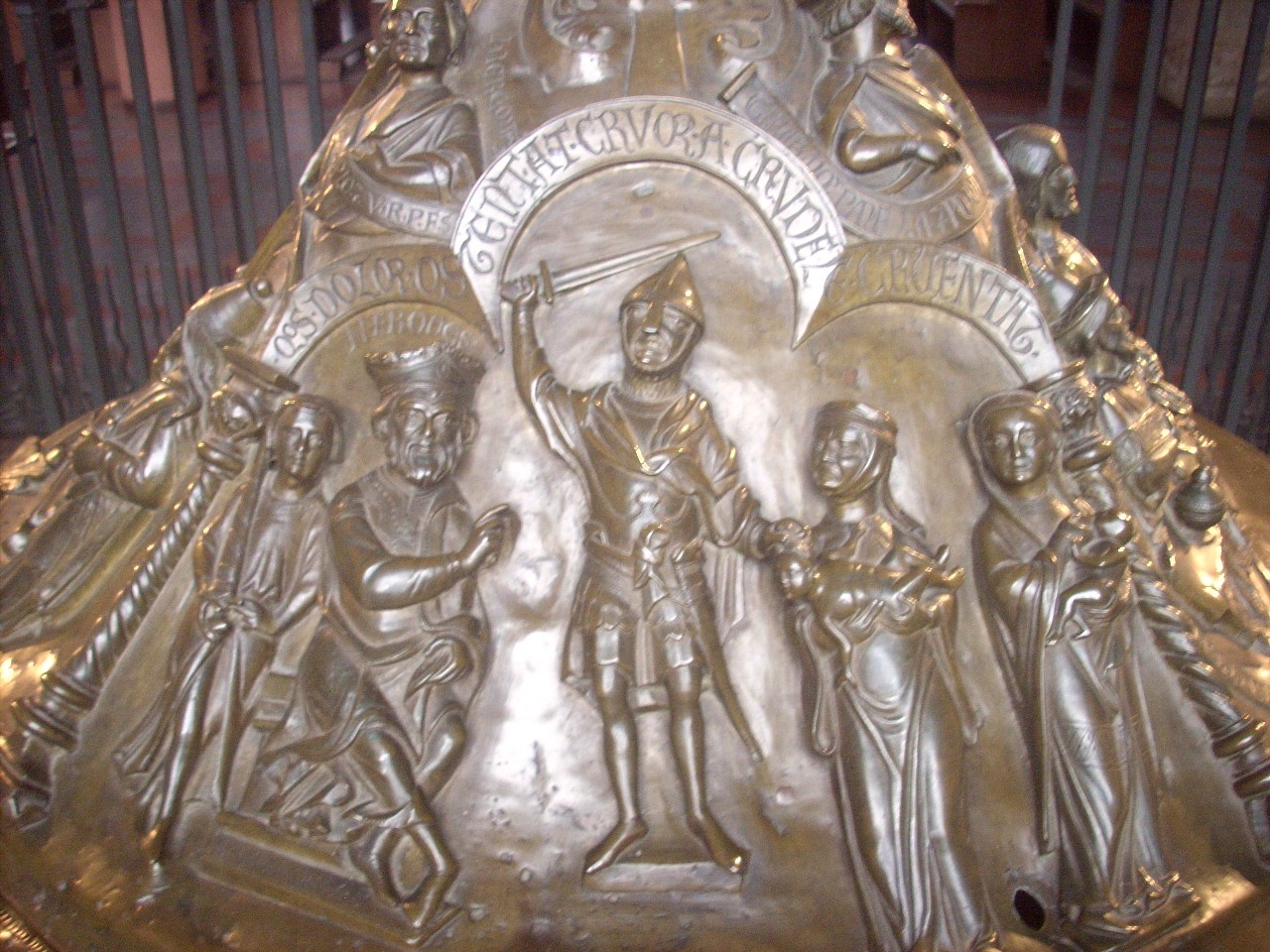
Der Kindermord von Bethlehem
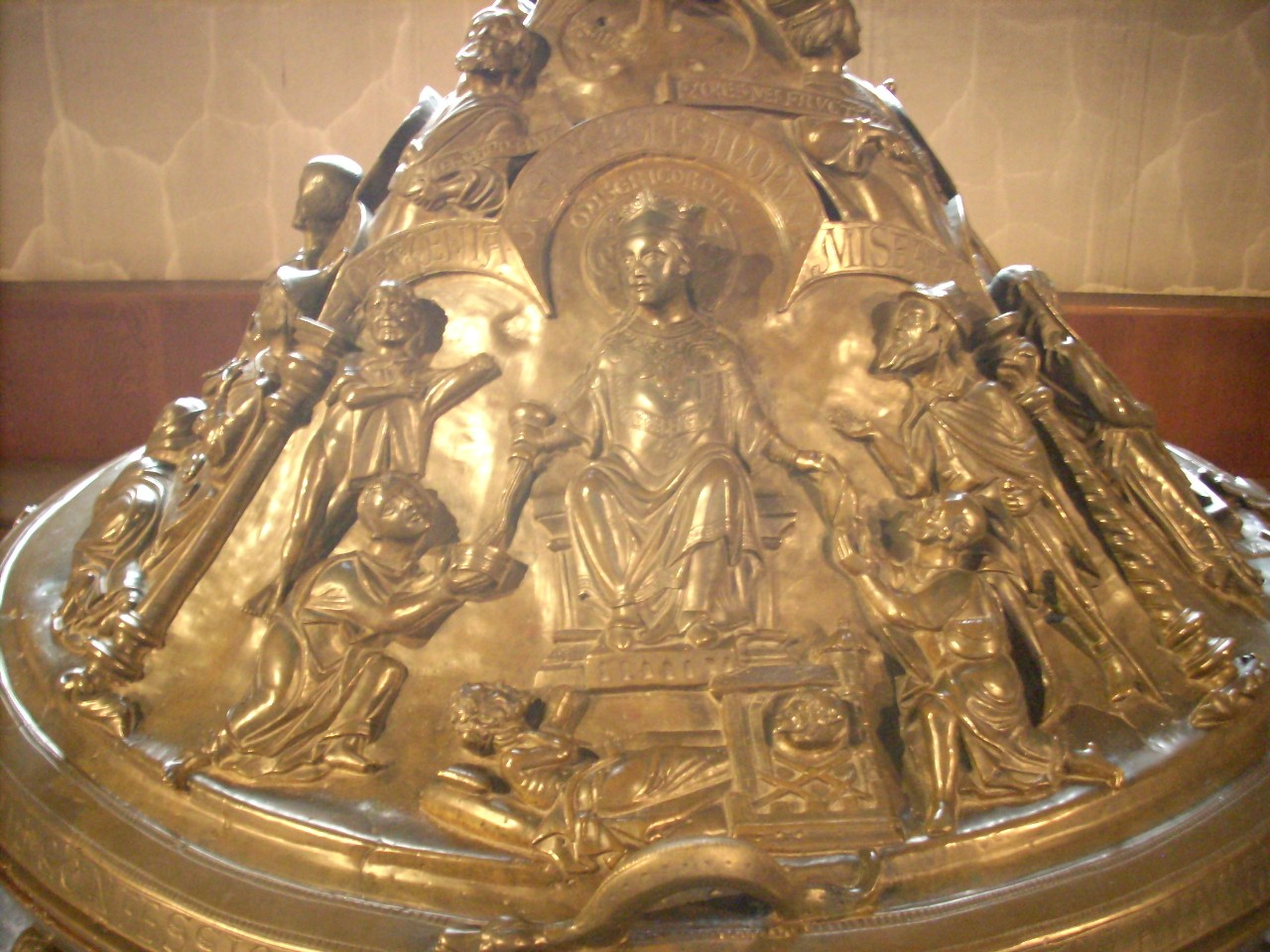
Die Barmherzigkeit

- Das Bild der Fußwaschung Christi durch die „Sünderin“, traditionell mit Maria Magdalena gleichgesetzt, (Lk 7,36-50 EU) weist auf Reue und Buße, aber auch auf die Unerschöpflichkeit der Gnade und die daraus entspringende Liebe.
- Der blühende Stab Aarons (Num 17,16-25 EU) gegenüber versinnbildlicht die fruchtbare Jungfräulichkeit Mariens und die Keuschheit der Getauften.
- Der von Herodes befohlene Kindermord in Bethlehem (Mt 2,16-18 EU) erinnert an die allen Getauften aufgetragene Gemeinschaft mit Christus im Glaubenszeugnis (griech. martyrion) und an die Möglichkeit der Bluttaufe.
- Die Personifikation der Misericordia schließlich, eine königlich thronende Frau, die die Werke der Barmherzigkeit übt, zeigt, wie der Gnadenstrom der Taufe sich im konkreten Leben auswirkt.

In senkrechter Entsprechung ist die Taufe Christi mit der Fußwaschung durch die Sünderin, die Muttergottes mit dem Aaronsstab, der Exodus mit dem Kindermord und die Bundeslade mit den Werken der Barmherzigkeit verknüpft.
Zwischen den Hauptmotiven der zweiten Ebene sind über den Trägerfiguren je drei kleinere Bildfelder übereinander angeordnet. Den Flüsse symbolisierenden Trägerfiguren sind in der ersten Reihe die vier Tugenden, in der zweiten Reihe die alttestamentlichen Propheten und in der oberen Reihe die vier Evangelisten wie folgt zugeordnet:
- Geon: Temperantia (Mäßigung) – Jeremia – Lukas
- Tigris: Fortitudo (Tapferkeit) – Daniel – Markus
- Euphrat: Iustitia (Gerechtigkeit) – Ezechiel – Johannes
- Phison: Prudentia (Klugheit) – Jesaja – Matthäus

Den Zusammenhang der Bedeutungsachsen stellt die Inschrift am oberen Rand des Taufbeckens her:

„Die vier Paradiesflüsse bewässern die Welt, und ebenso viele Tugenden benetzen das Herz, das rein ist von Sünde. Was der Mund der Propheten vorausgesagt hatte, das haben die Evangelisten als gültig verkündet.“